# Tătaru, Brăila
Tătaru este un sat în comuna Dudești din județul Brăila, Muntenia, România.

## Istoric
Prima atestare documentară a satului Tătaru datează din anul 1457, pe moșia boierului Roșu. Numele satului se trage de la originea tătară a paznicului, pe care boierul l-a angajat să păzească moșia. Paznicul, de origine tătară, își avea coliba pe o movilă, de unde avea vizibilitate asupra moșiei. Aceasta s-a numit Movila Tătarului, iar oamenii care au fost aduși să muncească au început să-și facă bordeie de pământ aici. În vechime, satul era străbătut de așa-numitul drumu al sării, drum ce făcea legătura între salinele de sare din Județul Prahova și Portul Constanța.
La sfârșitul secolului al XIX-lea, satul Tătaru era reședința unei comune din plasa Călmățui a județului Brăila, comună formată doar din satul ei de reședință, cu o populație de 1470 de locuitori. În comună exista o biserică fondată în 1830 și o școală mixtă. În 1925, comuna Tătaru era formată tot din satul Tătaru și avea 2598 de locuitori.
În 1950, comuna Tătaru a trecut în subordinea raionului Făurei din regiunea Galați, iar în 1968 a fost desființată și inclusă în comuna Dudești, arondată județului Brăila, reînființat.

## Elemente ale cadrului natural

### Așezare geografică
Tătaru este o localitate în județul Brăila, Muntenia, România, situat la aproximativ 90 de kilometri de orașul Brăila, în partea de sud a comunei Dudești și la est de comuna Roșiori, în Câmpia Bărăganului.

### Relieful
În extravilanul de la SSV de sat, relieful este format din depresiunea, crovurile, movilele și cuveta lacului sărat Tătaru, unul dintre cele mai tipice lacuri de tasare în loess ale țării. Altitudinea, energia de relief și fragmentarea sunt foarte reduse, din această cauză existând zone fără scurgere.

### Rețeaua hidrografică
În afară de Lacul Tătaru, în jurul localității Tătaru se găsesc ape freatice cu calități admisibile din punct de vedere potabil. Multe din apele freatice de pe teritoriul satului nu îndeplinesc condițiile de potabilitate stabilite prin STAS 1342, datorită mineralizației ridicate, conținând multe sulfuri și cloruri.
Acestora se adaugă canalele artificiale de desecare din zonele cunoscute ca Lunca Mică(la nord) și Lunca Mare(la sud), care au avut ca scop hidroameliorarea zonei, precum și canalele de irigații.

### Flora și fauna
Pădurea Tătaru situată la est de localitatea Dudești are un rol de protecție împotriva factorilor climatici și industriali dăunători. 
Vegetația din extravilanul satului Tătaru este caracteristică stepei pontice și silvosteo panonică. Vegetația caracteristică stepei a fost, în mare parte, desțelenită în vederea înlocuirii cu cea de cultură agricolă. 
În ceea ce privește fauna, mamiferele cele mai des întâlnite în această zonă sunt rozătoarele: popândăul, hârciogul, șoarecele de câmp, șoarecele de stepă, iepurele de câmp. 
Dintre păsări, aici conviețuiesc turturele, potârnichi, iar dintre păsările răpitoare uliul porumbac, cucuveaua, șorecarul încălțat. În habitatul Lacului Tătaru, au fost identificate 91 specii de păsări caracteristice habitatelor de baltă și baltă-mlaștină, printre care și specii amenințate cu dispariția la nivel european, specii vulnerabile la modificări ale habitatului lor sau rare: sitarul de mâl (Limosa limosa), cioc întors (Recurvirostra avosetta), chirighița cu obraz alb (Chlidonias hybridus), fluierarul cu picioare roșii (Tringa totanus) etc.

## Date demografice
Satul Tătaru avea în 2002 o populație de 2262 de locuitori, din care 1764 de persoane au drept de vot. 
În medie, într-o gospodărie, cu o locuință ce are în medie o amprentă la sol de 65 metri pătrați, conviețuiesc 2,5 persoane.

## Servicii destinate populației

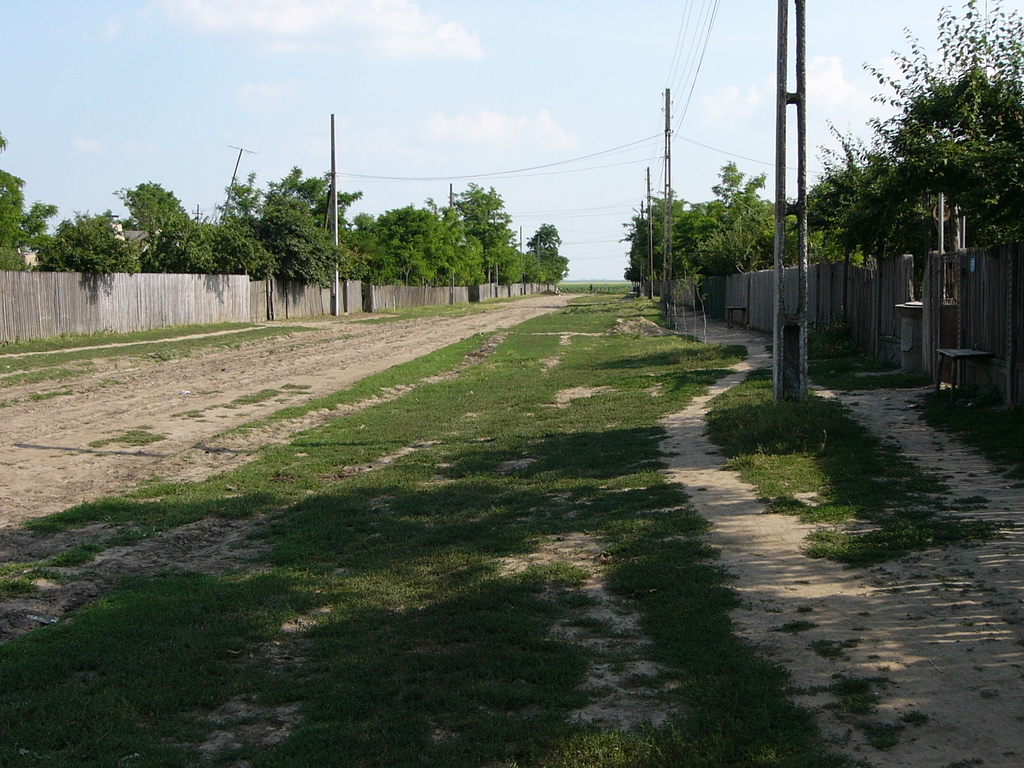
Stradă din satul Tătaru

Satul Tătaru dispune de un dispensar medical uman, un dispensar medical veterinar, o farmacie, o biserică unică în județ, un cămin cultural local, două școli generale, precum și o grădiniță pentru copii.

### Poștă și telecomunicații
Serviciile de poștă pe raza satului Tătaru sunt asigurate de agenția poștală din imediata apropiere a bisericii.
Satul Tătaru are o centrală telefonică digitală cu 400 circuite, legată printr-o linie telefonică interurbană aeriană la centrala telefonică din Însurăței. Localitatea este în zona de acoperire a sistemului de telefonie mobilă.

### Accesul și rețeaua stradală
Accesul în satul Tătaru se face pe drumul județean 211 (DJ 211), dinspre Dudești (reședința comunei), drum ce se continuă spre orașul Amara (DJ 211A) și spre satul Bărăganul (DJ 211B).
Din municipiul Brăila, reședința de județ, se poate ajunge în satul Tătaru urmând traseul: DN21 Brăila–Însurăței, DJ203 Însurăței - Dudescu și apoi DC30 Dudescu - Tătaru, DJ 211.
Satul este străbătut de o șosea principală, din care pleacă străzi laterale, perpendiculare pe șosea, cu lățimi cuprinse între 3,00 și 5,00 metri parte carosabilă. Unele dintre acestea au fost pietruite și refăcute cu ocazia alegerilor locale.

### Educație

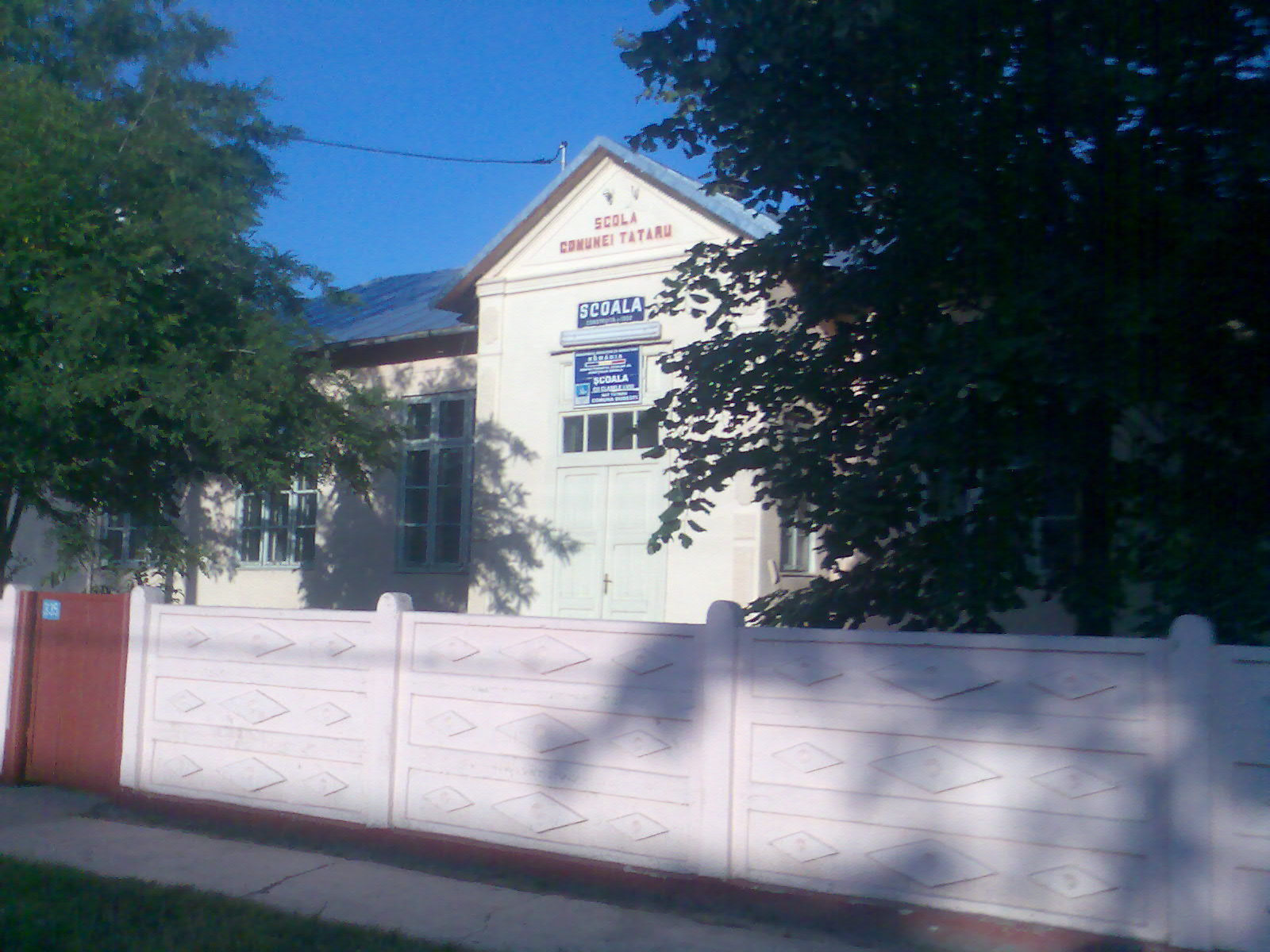
Școala Nr.1 din satul Tătaru

Pe teritoriul satului funcționează două școli generale, cunoscute sub numele de Școala Nr.1, dată în funcțiune în același an în care a fost ridicată și biserica, și Școala Nr. 2. În anul 2007, printr-un proiect cu finanțare de la Uniunea Europeană, s-au început lucrările de racordare a Școlii Nr. 2 la rețeaua de alimentare cu apă potabilă.

### Utilități
Conform Prefecturii Județului Brăila, proiecte pentru lucrările de racordare ale satului Tătaru la rețeaua de alimentare cu apă potabilă există încă din anul 2006 (dar functionala din toamna 2015), parte a Sistemului Zonal de Alimentare cu Apă potabilă a localităților din sudul Județului Brăila, lucru ce va face posibilă "dezvoltarea nucleului de afaceri, cât și crearea condițiilor de relansare a activității economice a unităților de construcții industriale, unităților de transport și alimentație publică"(nefunctionala in aprilie 2012), în zonă.

### Agrement
Conform administrației comunei Dudești, există în fază de proiect un nou stadion în satul Tătaru.
Conform Direcției pentru Sport a Județului Brăila, în satul Tătaru activează, începând cu anul 2010 Clubul sportiv de oina ,, Speranța Tătaru,,

## Viața religioasă
În perioada anilor 1600, un negustor de sare, pe nume Sulu, a ridicat, de-a lungul drumului sării, mai multe cruci, una din acestea fiind ridicată în satul Tătaru, la intersecția drumului județean 211 (DJ 211) cu drumul județean 211A (DJ 211A). Din păcate, data exactă a ridicării acestei cruci nu se cunoaște, în prezent, aceasta fiind îngrijită de către localnici, împrejmuită și iluminată.
În 1810, este menționată în arhivele bisericești biserica "Cuvioasa Parascheva", în satul Tătaru, județul Braila, sat de unde era Stroe Ivașcu, străbunicul lui Nae Ionescu.
Biserica din satul Tătaru a fost ridicată în anul 1902 și este una din cele mai mari clădiri de cult din Județul Brăila, fiind cunoscută și sub denumirea de "Catedrala Bărăganului". Biserica se află sub patronajul Episcopiei Dunării de Jos, și îl are ca preot paroh pe preotul Dan Ene.
Printre structurile de cult ce se regăsesc în intravilanul satului se numără și crucea de piatră din fața fostului CAP, datată ca fiind construită în secolul al XVIII-lea. O altă cruce de piatră, localizată pe teritoriul satului, declarată monument istoric, figurează ca dispărută pe lista Monumentelor Istorice din 2004.